# 城巴N8X線
城巴N8X線是香港的一條香港島的通宵巴士線，來往小西灣（藍灣半島）及堅尼地城，駛經港鐵港島綫（惟不包括杏花邨）及香港電車沿線大部分的服務範圍，可謂是港鐵港島線及香港電車的通宵版本。
雖然本線以X字結尾，不過卻沒有行經任何快速公路，實際上此線並非特快線，城巴使用本編號是為要與同日投入服務的中華巴士首條通宵線N8線作區別。

## 歷史
- 1996年4月22日：N8X投入服務。
- 2000年1月30日：本線往小西灣方向，改經柴灣道新路段，不經永泰道、嘉業街、常安街。
- 2005年8月23日：配合新巴及城巴重組東區通宵路線，本路線增設八達通短程分段收費，並與N8於筲箕灣至灣仔一段提供15分鐘的聯合班次。
- 2015年3月16日：於服務詳情表層面停止作為獨立路線，改為隸屬日間服務8X、19線之特別班次。
- 2018年1月15日：增設實時抵站時間查詢服務。
- 2018年9月3日：延長至堅尼地城：
  - 全程車費上調至$12.5，並增設八達通雙向分段收費；
  - 由堅尼地城開出的頭班車時間提早至00:30。
- 2023年6月18日：回復成為獨立路線。
- 2025年3月10日：來回改經環翠道，不入柴灣工業邨。

## 服務時間（詳細班次）
| 每日小西灣（藍灣半島）開 | 每日小西灣（藍灣半島）開 | 每日小西灣（藍灣半島）開 | 每日小西灣（藍灣半島）開 | 每日小西灣（藍灣半島）開 | 每日小西灣（藍灣半島）開 |
| ------------------------ | ------------------------ | ------------------------ | ------------------------ | ------------------------ | ------------------------ |
| 00:15                    | 00:45                    | 01:15                    | 01:45                    | 02:15                    | 02:45                    |
| 03:15                    | 03:45                    | 04:15                    | 04:45                    | 05:15                    |                          |
| 每日堅尼地城開           |                          |                          |                          |                          |                          |
| 00:30                    | 01:00                    | 01:30                    | 02:00                    | 02:30                    | 03:00                    |
| 03:30                    | 04:00                    | 04:30                    | 05:00                    | 05:30                    |                          |

## 收費
全程：$15.7
小西灣（藍灣半島）開
| 落車站＼上車站       | 廣生行大廈 或之前 | 西港城 或之前 | 堅尼地城 或之前 |
| -------------------- | ----------------- | ------------- | --------------- |
| 小西灣（藍灣半島）起 | $8.0^             | $12.0^        | $15.7           |
| 南安里起             | $8.0^             | $8.0^         | $10.9           |
| 健威花園起           | $5.9^             | $6.9^         | $9.0            |

- 有 ^ 之收費必須以八達通卡或流動電子支付工具繳付，並須於下車前再次確認八達通或掃瞄二維碼方可享有此優惠。

堅尼地城開
| 落車站＼上車站 | 港澳碼頭 或之前 | 南安里 或之前 | 小西灣（藍灣半島） 或之前 |
| -------------- | --------------- | ------------- | ------------------------- |
| 堅尼地城起     | $9.0^           | $14.0^        | $15.7                     |
| 港澳碼頭起     | 不適用          | $12.0         | $12.0                     |
| 軍器廠街起     | 不適用          | $7.4          | $7.4                      |
| 明華大廈起     | 不適用          | 不適用        | $5.9                      |

- 有 ^ 之收費必須以八達通卡或流動電子支付工具繳付，並須於下車前再次確認八達通或掃瞄二維碼方可享有此優惠。

| - 本線設有12歲以下小童及65歲或以上長者半價優惠。 - 65歲或以上香港居民使用「樂悠咭」，以及12歲以下合資格殘疾兒童使用「殘疾人士身份」個人八達通繳付車資，均可享有每程$2.0或半價（以較低者為準）的票價優惠；12至64歲合資格殘疾人士使用「殘疾人士身份」個人八達通（包括「樂悠咭」），以及60至64歲香港居民使用「樂悠咭」繳付車資，均可享有每程$2.0或全費（以較低者為準）的票價優惠。 - 65歲或以上長者如使用長者或一般個人八達通繳付車資，則只可享有半價優惠；12至64歲合資格殘疾人士如不使用「殘疾人士身份」個人八達通，以及60至64歲人士如不使用「樂悠咭」繳付車資，必須繳付全費。 - 乘客可以現金或八達通於上車時付款，不設找續。 - 每位成人乘客可免費攜帶最多兩名4歲以下而不佔座位的兒童乘客乘車，超額之4歲以下小童必須繳付小童車費乘車。 - 九龍巴士、城巴及龍運巴士全職員工及家屬（不包括外判職員）可免費乘搭本路線，惟必須拍職員或職員家屬八達通。 - 乘客亦可使用AlipayHK「易乘碼」、支付寶、WeChatHK／微信支付「搭車碼」、銀聯雲閃付「乘車碼」及BOC Pay「乘車碼」、具有感應式支付功能的VISA、Mastercard及銀聯卡，以及Apple Pay、Google Pay及Samsung Pay流動支付平台繳付車資。使用此支付方式的乘客可享有中途下車之分段收費，以及與其他城巴獨營路線或聯營線城巴班次之轉乘優惠，惟不適用於與非城巴路線之轉乘優惠。乘客亦不能享有「公共交通費用補貼計劃」及「長者及合資格殘疾人士公共交通票價優惠計劃」。 |

### 八達通轉乘優惠
乘客登上本線後指定時間內以同一張八達通卡轉乘以下路線，或從以下路線登車後指定時間內以同一張八達通卡轉乘本線，次程可獲車資折扣優惠：
N8X←→N8，次程車資全免，轉乘時限為90分鐘
- N8X往堅尼地城 → N8往鰂魚涌
- N8往杏花邨 → N8X往小西灣

N8X←→機場／西隧通宵線
- N8X往堅尼地城 → N11、N962或N969往新界，回贈首程車資，轉乘時限為90分鐘
- N11、N962或N969往港島 → N8X往小西灣，次程車資全免，轉乘時限為120分鐘

## 行車路線
小西灣（藍灣半島）開經：小西灣道、小西灣邨巴士總站、小西灣道、柴灣道、環翠道、柴灣道、筲箕灣道、英皇道、康山道、英皇道、高士威道、伊榮街、邊寧頓街、怡和街、軒尼詩道、金鐘道、德輔道中、摩利臣街、干諾道西、德輔道西、堅彌地城海旁、山市街、卑路乍街、域多利道及西寧街。
堅尼地城開經：西寧街、域多利道、加多近街、吉席街、堅彌地城海旁、德輔道西、干諾道西、干諾道中、林士街、德輔道中、金鐘道、軒尼詩道、怡和街、高士威道、英皇道、康山道、英皇道、筲箕灣道、柴灣道、環翠道、柴灣道及小西灣道。

### 沿線車站

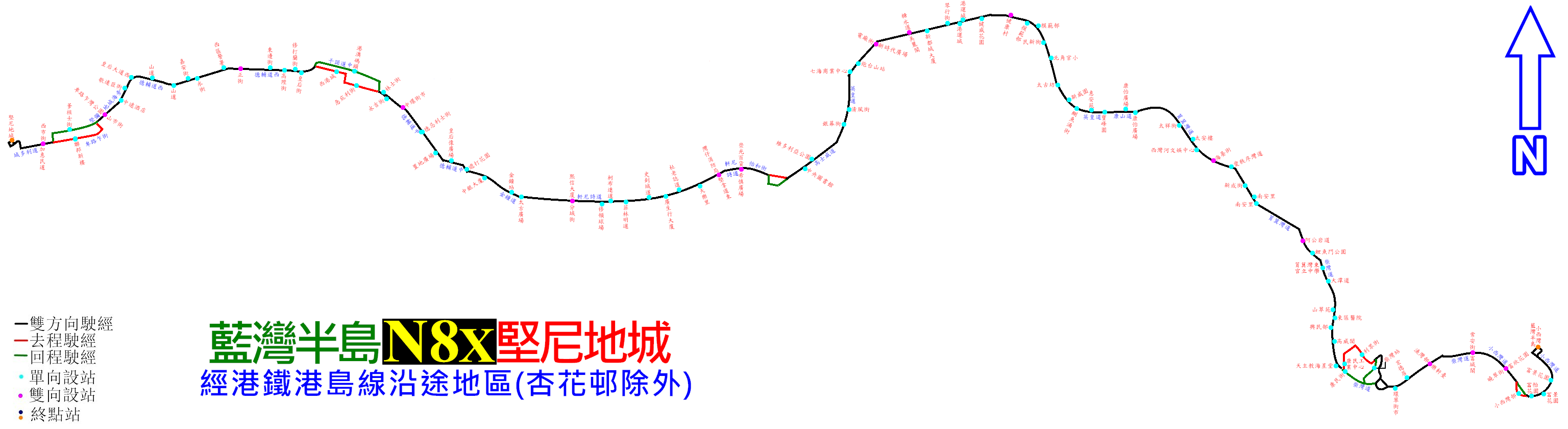
N8X線的走線圖

| 小西灣（藍灣半島）開 | 小西灣（藍灣半島）開 | 小西灣（藍灣半島）開             | 堅尼地城開 | 堅尼地城開           | 堅尼地城開                       |
| 序號                 | 車站名稱             | 位置                             | 序號       | 車站名稱             | 位置                             |
| -------------------- | -------------------- | -------------------------------- | ---------- | -------------------- | -------------------------------- |
| 1                    | 小西灣（藍灣半島）   | 小西灣（藍灣半島）公共運輸交匯處 | 1          | 堅尼地城             | 堅尼地城（西寧街）巴士總站       |
| 2                    | 富景花園             | 小西灣道                         | 2          | 西市街               | 域多利道                         |
| 3                    | 小西灣邨             | 小西灣邨巴士總站                 | 3          | 爹核士街             | 吉席街                           |
| 4                    | 曉翠街               | 小西灣道                         | 4          | 卑路乍灣公園         | 堅彌地城海旁                     |
| 5                    | 富城閣               | 柴灣道                           | 5          | 歌連臣街             | 堅彌地城海旁                     |
| 6                    | 樂軒臺               | 柴灣道                           | 6          | 堅尼地城游泳池休憩處 | 德輔道西                         |
| 7                    | 環翠商場             | 柴灣道                           | 7          | 山道                 | 德輔道西                         |
| 8                    | 環翠邨澤翠樓         | 環翠道                           | 8          | 嘉安街               | 德輔道西                         |
| 9                    | 興華邨卓華樓         | 環翠道                           | 9          | 西區警署             | 德輔道西                         |
| 10                   | 興華邨豐興樓         | 環翠道                           | 10         | 正街                 | 德輔道西                         |
| 11                   | 興華邨裕興樓         | 柴灣道                           | 11         | 東邊街               | 德輔道西                         |
| 12                   | 天主教海星堂         | 柴灣道                           | 12         | 修打蘭街             | 德輔道西                         |
| 13                   | 興民邨               | 柴灣道                           | 13         | 港澳碼頭             | 干諾道中                         |
| 14                   | 山翠苑               | 柴灣道                           | 14         | 林士街               | 德輔道中                         |
| 15                   | 筲箕灣官立中學       | 柴灣道                           | 15         | 中環街市             | 德輔道中                         |
| 16                   | 阿公岩道             | 柴灣道                           | 16         | 德忌利士街           | 德輔道中                         |
| 17                   | 南安里               | 筲箕灣道                         | 17         | 皇后像廣場           | 德輔道中                         |
| 18                   | 新成街               | 筲箕灣道                         | 18         | 遮打花園             | 德輔道中                         |
| 19                   | 海晏街               | 筲箕灣道                         | 19         | 金鐘站               | 金鐘道                           |
| 20                   | 西灣河文娛中心       | 筲箕灣道                         | 20         | 軍器廠街             | 軒尼詩道                         |
| 21                   | 太祥街               | 筲箕灣道                         | 21         | 柯布連道             | 軒尼詩道                         |
| 22                   | 康怡廣場             | 康山道                           | 22         | 史釗域道             | 軒尼詩道                         |
| 23                   | 寶峰園               | 英皇道                           | 23         | 杜老誌道             | 軒尼詩道                         |
| 24                   | 鰂魚涌街             | 英皇道                           | 24         | 灣仔消防局           | 軒尼詩道                         |
| 25                   | 太古坊               | 英皇道                           | 25         | 崇光百貨             | 軒尼詩道                         |
| 26                   | 民新街               | 英皇道                           | 26         | 維多利亞公園         | 高士威道                         |
| 27                   | 模範邨               | 英皇道                           | 27         | 銀幕街               | 英皇道                           |
| 28                   | 健康村               | 英皇道                           | 28         | 七海商業中心         | 英皇道                           |
| 29                   | 健威花園             | 英皇道                           | 29         | 電廠街               | 英皇道                           |
| 30                   | 港運城               | 英皇道                           | 30         | 糖水道               | 英皇道                           |
| 31                   | 新都城大廈           | 英皇道                           | 31         | 琴行街               | 英皇道                           |
| 32                   | 美麗閣               | 英皇道                           | 32         | 港運城               | 英皇道                           |
| 33                   | 新時代廣場           | 英皇道                           | 33         | 健康村               | 英皇道                           |
| 34                   | 炮台山站             | 英皇道                           | 34         | 模範邨               | 英皇道                           |
| 35                   | 清風街               | 英皇道                           | 35         | 北角官立小學         | 英皇道                           |
| 36                   | 香港中央圖書館       | 高士威道                         | 36         | 新威園               | 英皇道                           |
| 37                   | 希慎廣場             | 軒尼詩道                         | 37         | 惠安苑               | 英皇道                           |
| 38                   | 堅拿道東             | 軒尼詩道                         | 38         | 康怡廣場             | 康山道                           |
| 39                   | 天樂里               | 軒尼詩道                         | 39         | 太安樓               | 筲箕灣道                         |
| 40                   | 廣生行大廈           | 軒尼詩道                         | 40         | 海晏街               | 筲箕灣道                         |
| 41                   | 菲林明道             | 軒尼詩道                         | 41         | 愛秩序灣道           | 筲箕灣道                         |
| 42                   | 修頓球場             | 軒尼詩道                         | 42         | 南安里               | 筲箕灣道                         |
| 43                   | 循道衛理大廈         | 軒尼詩道                         | 43         | 阿公岩道             | 柴灣道                           |
| 44                   | 太古廣場             | 金鐘道                           | 44         | 鯉魚門公園           | 柴灣道                           |
| 45                   | 中銀大廈             | 金鐘道                           | 45         | 大潭道               | 柴灣道                           |
| 46                   | 置地廣場             | 德輔道中                         | 46         | 東區醫院             | 柴灣道                           |
| 47                   | 中環街市             | 德輔道中                         | 47         | 高威閣               | 柴灣道                           |
| 48                   | 永吉街               | 德輔道中                         | 48         | 康民街               | 柴灣道                           |
| 49                   | 急庇利街             | 德輔道中                         | 49         | 興華邨興翠樓         | 環翠道                           |
| 50                   | 西港城               | 干諾道中                         | 50         | 興華邨卓華樓         | 環翠道                           |
| 51                   |                      | 德輔道西                         | 51         | 青年廣場             | 環翠道                           |
| 52                   | 高陞街               | 德輔道西                         | 52         | 宏德居               | 柴灣道                           |
| 53                   | 正街                 | 德輔道西                         | 53         | 漁灣邨               | 柴灣道                           |
| 54                   | 水街                 | 德輔道西                         | 54         | 常安街               | 柴灣道                           |
| 55                   | 山道                 | 德輔道西                         | 55         | 富欣花園             | 小西灣道                         |
| 56                   | 堅尼地城游泳池       | 堅彌地城海旁                     | 56         | 富怡花園             | 小西灣道                         |
| 57                   | 山市街               | 堅彌地城海旁                     | 57         | 富景花園             | 小西灣道                         |
| 58                   | 聯邦新樓             | 卑路乍街                         | 58         | 小西灣（藍灣半島）   | 小西灣（藍灣半島）公共運輸交匯處 |
| 59                   | 加惠民道             | 域多利道                         |            |                      |                                  |
| 60                   | 堅尼地城             | 堅尼地城（西寧街）巴士總站       |            |                      |                                  |

## 外部連結
- 城巴官方路線資料：N8X （页面存档备份，存于）
- 城巴官方網站N8X線資料（PDF乳豬紙版） （页面存档备份，存于）
- i-busnet－港島區路線N8X線資料 （页面存档备份，存于）
- 681巴士總站－城巴N8X線 （页面存档备份，存于）
- 681巴士總站－城巴N8X線（舊版資料） （页面存档备份，存于）